# Brachyhypopomus draco
Brachyhypopomus draco es una especie del género de peces de agua dulce Brachyhypopomus, de la familia Hypopomidae en el orden Gymnotiformes. Se distribuye en aguas templado-cálidas del sudeste de América del Sur. La especie alcanza una longitud total de 15,2 cm.

## Taxonomía
Esta especie fue descrita originalmente en el año 2008 por los ictiólogos Júlia Giora, Luiz Roberto Malabarba y William Gareth Richard Crampton.
Etimología
Brachyhypopomus viene del griego, donde brachys significa 'corto', hipo significa 'bajo', y poma significa 'cubierta'. El término específico draco viene del griego, donde drakon significa 'dragón', en referencia a la forma de la porción distal del filamento caudal de los machos adultos, similar al que se ilustra en esas criaturas imaginarias.

## Distribución
Brachyhypopomus draco vive en América del Sur, en la cuenca del Plata, en Brasil, Uruguay, Paraguay y en la Argentina, donde habita en el este, con registros en la cuenca del río Paraná medio, en la zona costera de la laguna Galarza y el río Corriente, ambas localidades en los esteros del Iberá, provincia de Corrientes. También se ha encontrado esta especie en el arroyo Las Mangas, en el parque nacional Predelta, ubicado en la margen izquierda del curso inferior del río Paraná, provincia de Entre Ríos.